# Gary Gregor
Gary W. Gregor (Charles Town, Virginia Occidental, 13 de agosto de 1945) es un exjugador de baloncesto estadounidense que disputó cuatro temporadas de la NBA y otras dos en la ABA. Con 2,00 metros de estatura, jugaba en la posición de alero.

## Trayectoria deportiva

### Universidad
Jugó durante cuatro temporadas con los Gamecocks de la Universidad de South Carolina Gamecocks, en las que promedió 15,6 puntos y 12,6 rebotes por partido. En sus dos últimas temporadas como universitario lideró la Atlantic Coast Conference en rebotes, siendo elegido ambos años en el mejor quinteto de la conferencia.

### Profesional
Fue elegido en la octava posición del Draft de la NBA de 1968 por Phoenix Suns, donde en su primera temporada como profesional promedió 11,1 puntos y 8,9 rebotes por partido, lo que le valieron para ser elegido en el mejor quinteto de rookies de esa temporada. Nada más finalizar esa temporada fue traspasado a Atlanta Hawks a cambio de Paul Silas, donde no tuvo tantas oportunidades de juego, promediando 8,1 puntos y 4,9 rebotes por noche.
Al año siguiente fue traspasado a Portland Trail Blazers a cambio de Jerry Chambers. En los Blazers recuperó minutos de juego, pero las lesiones hicieron que se perdiera media temporada. En su primer año promedió 9,6 puntos y 7,6 rebotes, actuando como sexto hombre. Tras una temporada más en Oregón, en 1972 es traspasado a Milwaukee Bucks a cambio de una ronda del draft y dinero, pero es cortado cuando apenas había jugado 9 partidos. Decide entonces irse a la liga rival, la ABA, fichando por los New York Nets, donde jugaría sus dos últimas temporadas como profesional, siendo un hombre de banquillo. En el total de su carrera promedió 8,9 puntos y 6,3 rebotes por partido.

## Estadísticas de su carrera en la NBA y la ABA

### NBA

#### Temporada regular
| Año     | Equipo    | PJ  | PT | MPP  | %TC  | %3P | %TL  | RPP | APP | ROB | TPP | PPP  |
| ------- | --------- | --- | -- | ---- | ---- | --- | ---- | --- | --- | --- | --- | ---- |
| 1968–69 | Phoenix   | 80  | -  | 27.3 | .415 | -   | .649 | 8.9 | 1.2 | -   | -   | 11.1 |
| 1969–70 | Atlanta   | 81  | -  | 19.8 | .433 | -   | .779 | 4.9 | 0.8 | -   | -   | 8.1  |
| 1970–71 | Portland  | 44  | -  | 26.2 | .430 | -   | .663 | 7.6 | 1.8 | -   | -   | 9.6  |
| 1971–72 | Portland  | 82  | -  | 28.9 | .451 | -   | .755 | 7.2 | 2.3 | -   | -   | 11.1 |
| 1972–73 | Milwaukee | 9   | -  | 9.8  | .333 | -   | .714 | 3.6 | 1.0 | -   | -   | 3.0  |
| Total   | Total     | 296 | -  | 25.0 | .431 | -   | .715 | 7.0 | 1.5 | -   | -   | 9.8  |

#### Playoffs
| Año     | Equipo  | PJ | PT | MPP | %TC  | %3P | %TL  | RPP | APP | ROB | TPP | PPP |
| ------- | ------- | -- | -- | --- | ---- | --- | ---- | --- | --- | --- | --- | --- |
| 1969–70 | Atlanta | 7  | -  | 9.6 | .286 | -   | .667 | 2.4 | 0.3 | -   | -   | 2.3 |
| Total   | Total   | 7  | -  | 9.6 | .286 | -   | .667 | 2.4 | 0.3 | -   | -   | 2.3 |

### ABA

#### Temporada regular
| Año     | Equipo   | PJ | PT | MPP  | %TC  | %3P   | %TL  | RPP | APP | ROB | TPP | PPP |
| ------- | -------- | -- | -- | ---- | ---- | ----- | ---- | --- | --- | --- | --- | --- |
| 1972–73 | New York | 40 | -  | 14.9 | .485 | 1.000 | .821 | 3.8 | 0.8 | -   | -   | 5.8 |
| 1973–74 | New York | 25 | -  | 12.5 | .471 | .667  | .818 | 2.8 | 0.6 | 0.2 | 0.0 | 3.6 |
| Total   | Total    | 65 | -  | 14.0 | .481 | .750  | .820 | 3.4 | 0.7 | 0.2 | 0.0 | 5.0 |

#### Playoffs
| Año     | Equipo   | PJ | PT | MPP  | %TC  | %3P  | %TL   | RPP | APP | ROB | TPP | PPP |
| ------- | -------- | -- | -- | ---- | ---- | ---- | ----- | --- | --- | --- | --- | --- |
| 1972–73 | New York | 1  | -  | 12.0 | .167 | .000 | 1.000 | 4.0 | 0.0 | -   | -   | 4.0 |
| Total   | Total    | 1  | -  | 12.0 | .167 | .000 | 1.000 | 4.0 | 0.0 | -   | -   | 4.0 |